# Castello di Ceglie Messapica
Das Castello Ducale di Ceglie Messapica ist eine Burg in der gleichnamigen Stadt Ceglie Messapica im italienischen Apulien. Ihr Kern ist aus normannischer Zeit und wurde im Laufe der Jahrhunderte mehrere Male umgebaut und erweitert. Sie dominiert zusammen mit der Collegiata di Santa Maria Assunta die historische Innenstadt, da sie am höchsten Punkt des Hügels liegt, auf dem die Stadt gebaut wurde.

## Geschichte

### Ursprünge

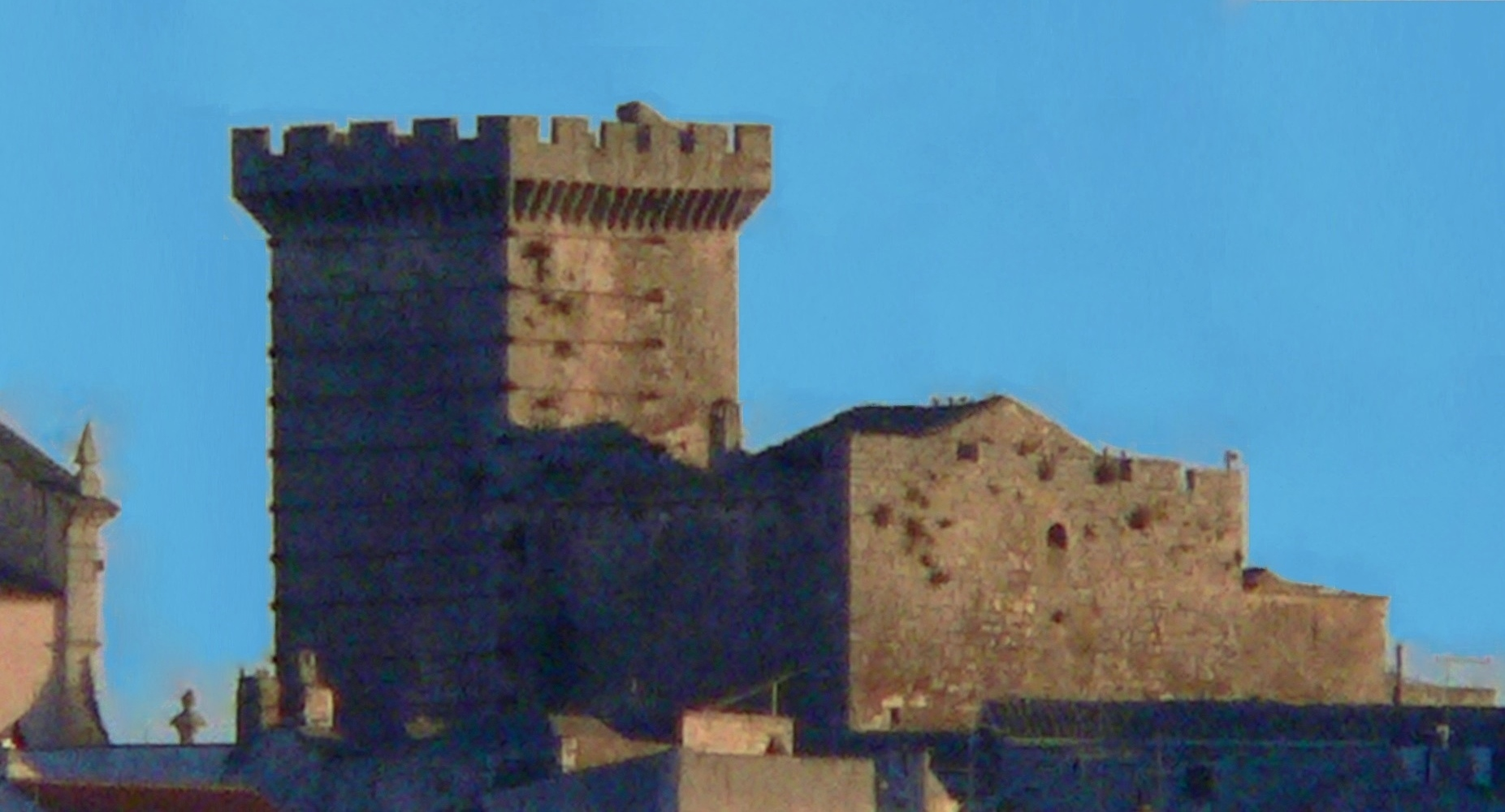
Der ursprüngliche Kern des Castello Ducale die Ceglie Messapica, der Torre Normanna (das niedrigere Gebäude), neben dem nach und nach der quadratische Turm gebaut wurde.

Die Burg entstand ursprünglich als Festung und Aussichtspunkt. Der Bau des Kerns in der Mitte, der aus einem normannischen Turm und daneben einem nach und nach in den folgenden Jahrhunderten entstandenen quadratischen Turm besteht, der einigen Hypothesen nach aus der Zeit zwischen 1070 und 1100 stammt. Die erste Familie, die in der Burg wohnte, waren die Paganos.

### Erste Erweiterungen und Ankunft der San Severinos

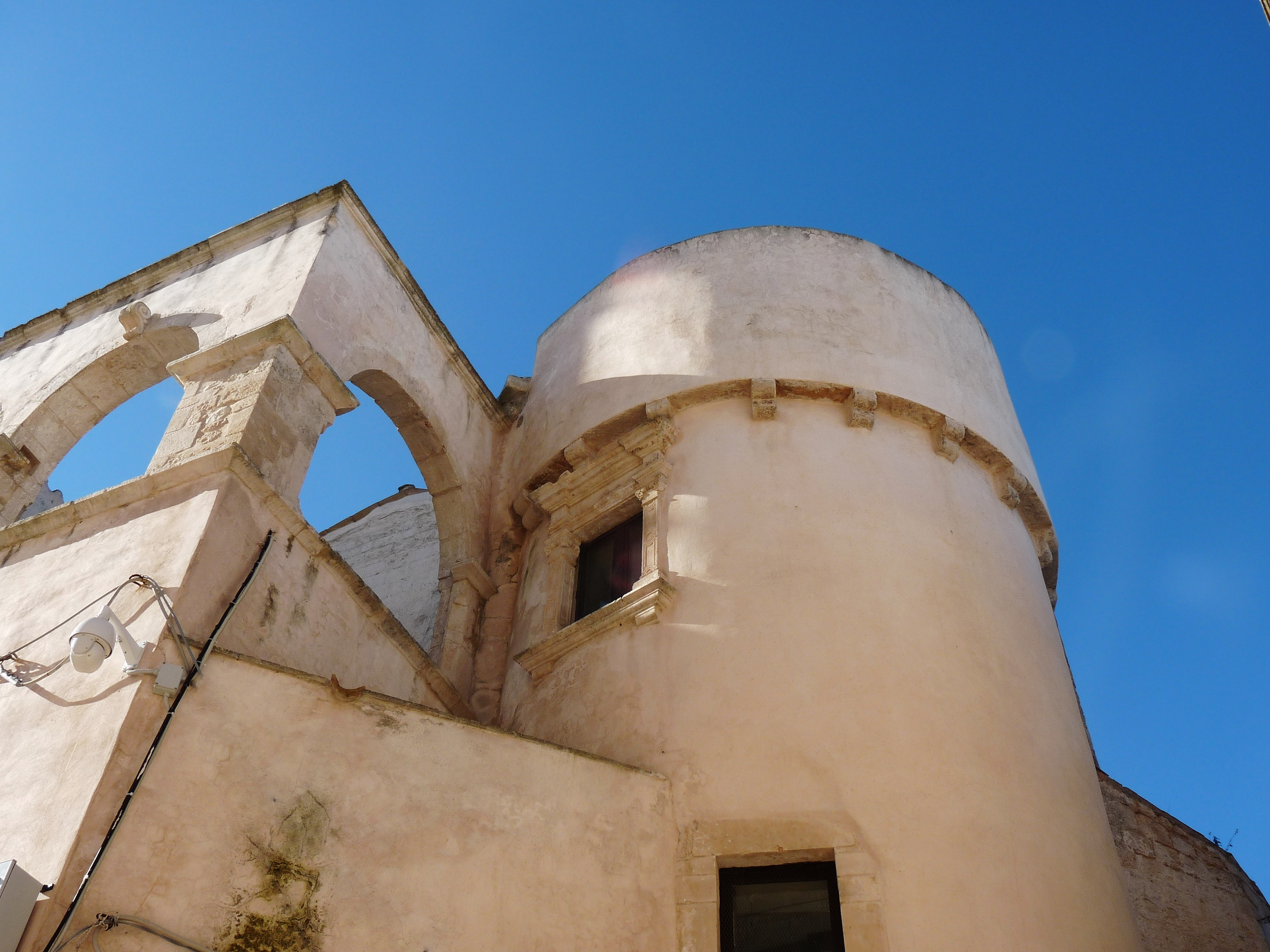
Einer der drei Türme aus der Zeit des Hauses Anjou des Castello Ducale die Ceglie Messapica

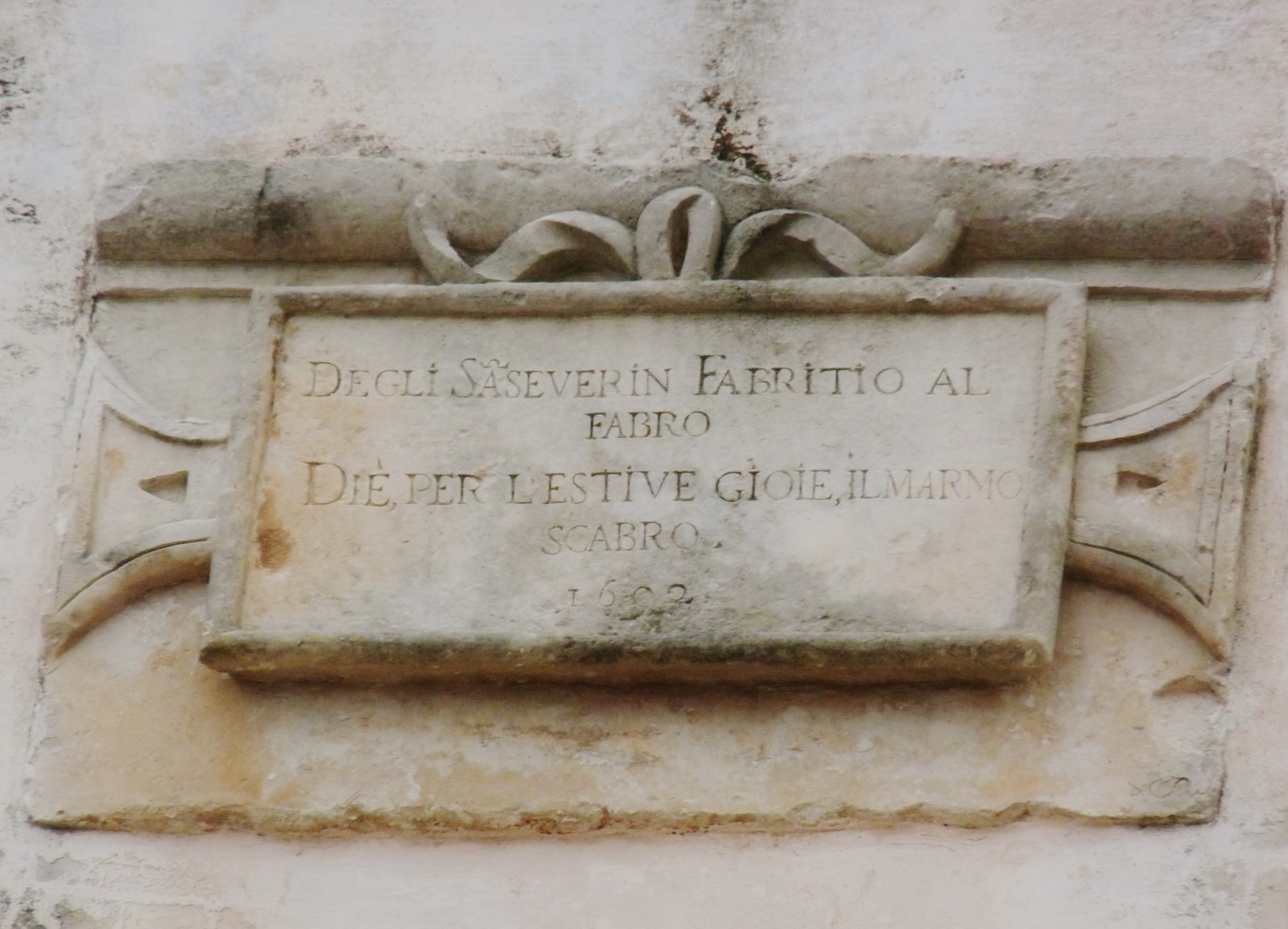
Epigraph unter dem Eingangsbogen zum Castello Ducale di Ceglie Messapica. Auf dem Epigraph steht: “Degli Saseverin Fabritio al Fabro Diè, per l'estive gioie, il marmo scabro 1602” (dt.: Von Saseverin Fabritio an Fabro Diè für die Sommerfreuden, in Marmor gemeißelt 1602)

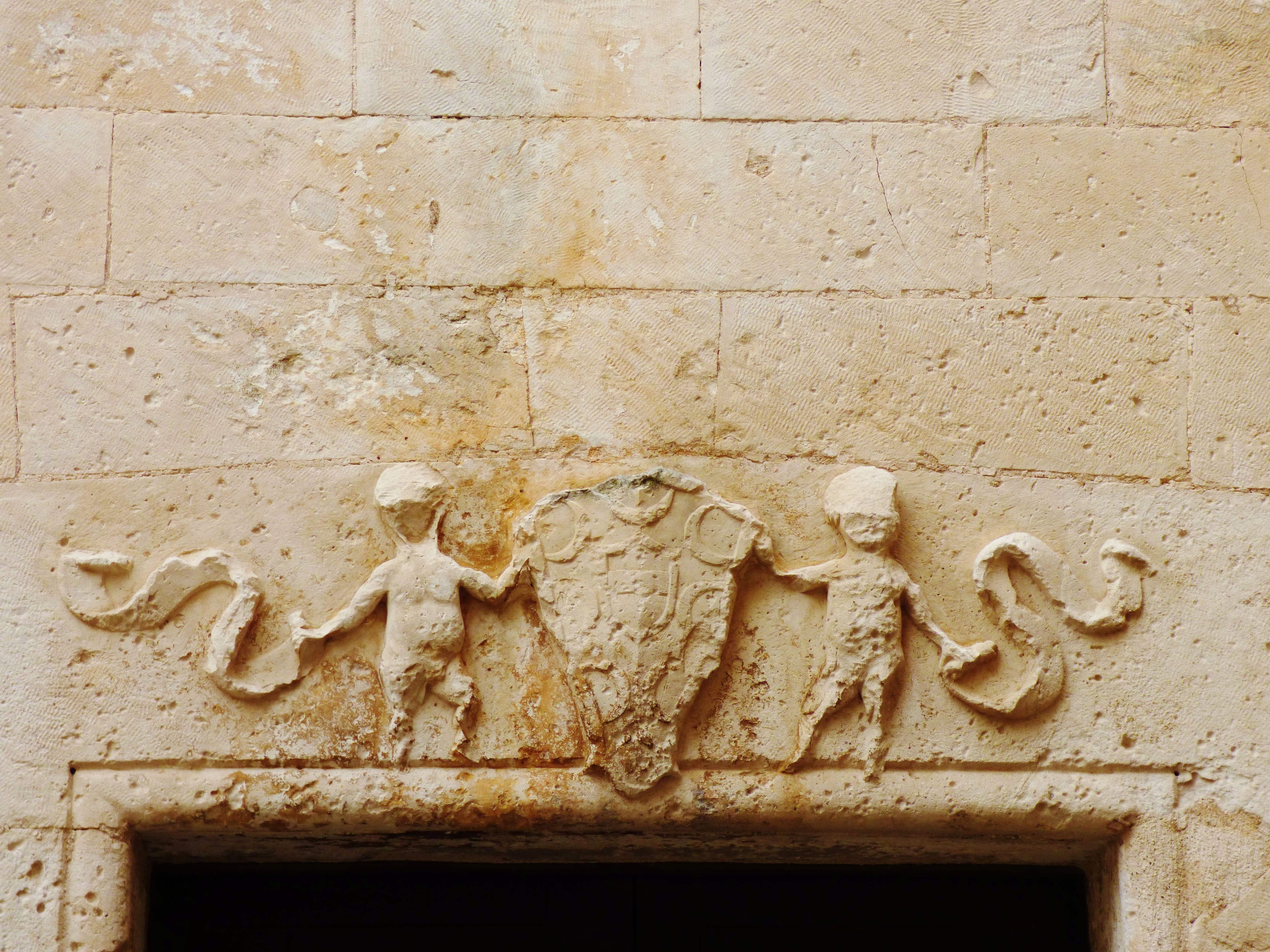
Wappen der Familie Sanseverino am Architrav einer der Türen des Innenhofs der Burg

Zwischen dem 12. und dem 13. Jahrhundert wurden unter staufischer und angioinischer Herrschaft mit dem Bau weiterer Befestigungen, darunter der drei Rundtürme erste Erweiterungen der Burg durchgeführt. In dieser Zeit folgten in der Führung der Burg verschiedene Familien aufeinander; 1484 fiel die Burg an die Familie Sanseverino in der Folge einer Heirat eines Angehörigen diesen Hauses mit einem der Familie Dentice. Die Sanseverinos sind sicher die Familie, die die Geschichte der Burg und der Stadt am meisten beeinflusst hat. Sie waren es in der Tat, die der Burg ein herrschaftlicheres Aussehen verliehen. Sie förderten im 15. Jahrhundert den Bau des quadratischen Turms bis auf eine Höhe von 34 Metern und die Lehensherrin Aurelia Sanseverino förderte die Ankunft einiger Mönchsorden in der Stadt.

### Vom Ende des Hauses Sanseverino bis zur ersten Hälfte des 20. Jahrhunderts
Die Familie Sanseverino verließ in den ersten Jahren des 17. Jahrhunderts das Lehen. Nach einigen Besitzerwechseln gelangte es 1632 in die Hände der Familie Lubrano, von der es nach einigen Generationen durch eine Heirat zwischen Caterina Lubrano und Luigi Sisto y Britto bei der Familie Sisto y Britto ankam. Diese aufeinander folgenden Familien haben an der Burg keine Spuren hinterlassen, die mit dem Erbe des Sanseverinos vergleichbar gewesen wären. Sie verschleuderten nur immer weiter die Güter des Lehens. Die letzten Lehensnehmer wechselten sich im 19. Jahrhundert ab, als die Burg von den Sisto y Brittos, der ersten Familie, die den Titel „Herzöge von Ceglie“ trugen, an die neapolitanische Familie Verusio fiel. Die Burg kam zur Familie Verusio als „Unicum“. In der ersten Hälfte des 20. Jahrhunderts wurde die Burg entsprechend der Erbfolge in mehrere Teile aufgeteilt. Somit begann eine Phase des Niedergangs für einige Teile der Burg.

### Die Aufgabe
Die Nachkommen der Verusios entschieden, nachdem ein Teil der Familie nach Neapel zurückging, dass der größte Teil von ihnen nicht mehr in der Burg wohnen wollte. Es folgten die Entfernung der Einrichtung, die Aufgabe einiger Teile der Burg und der starke Verfall der Anlage, die unter anderem in vielen Bereichen zum Einsturz des Daches führte. Betroffen von den Einstürzen war auch der Versammlungssaal, wo ein vollständig bemalter, hölzerner Hängeboden verlorenging. Genau um diesen aufgegebenen Teil kümmerte sich die Stadt, indem sie Sicherungsarbeiten am quadratischen Turm einleitete, die in den 1980er-Jahren und später am Ende der 1990er-Jahre durchgeführt wurden und damit noch nicht in die Zeit fielen, in der die Brug der Stadt gehörte.

### Heute
Ab den letzten Jahren des 20. Jahrhunderts hat die städtische Verwaltung damit begonnen, Teile der herzoglichen Burg aufzukaufen; der letzte Kauf fand 2014 statt, als der normannische Turm, der quadratische Turm und ihre Nachbargebäude in städtisches Eigentum übergingen. Die Stadtverwaltung hat dann in den ersten Jahren des 21. Jahrhunderts mit zahlreichen Erhaltungseingriffen mit der Restaurierung von Teilen der herzoglichen Burg begonnen. Zurzeit befindet sich etwa die Hälfte der Burg in öffentlicher Hand, auch wenn erst zwei Flügel zu besichtigen sind und seit Mai 2016 die Pinakothek Emilio Notte und die Bibliothek Pietro Gatti beherbergen. Der ursprüngliche Kern in der Mitte der Burg, der aus dem normannischen Turm und dem quadratischen Turm, sowie den angrenzenden Gebäuden besteht, ist nicht öffentlich zugänglich, da er noch nicht fertig restauriert ist. Gleiches gilt für den Teil, der in Privatbesitz eines Zweiges der Familie Verusio verblieb und der besterhaltene Teil der Burg ist, in dem sogar die originale Einrichtung noch erhalten ist, sowie der anschließende herzogliche Garten, der sich ebenfalls in Privatbesitz befindet.

## Beschreibung

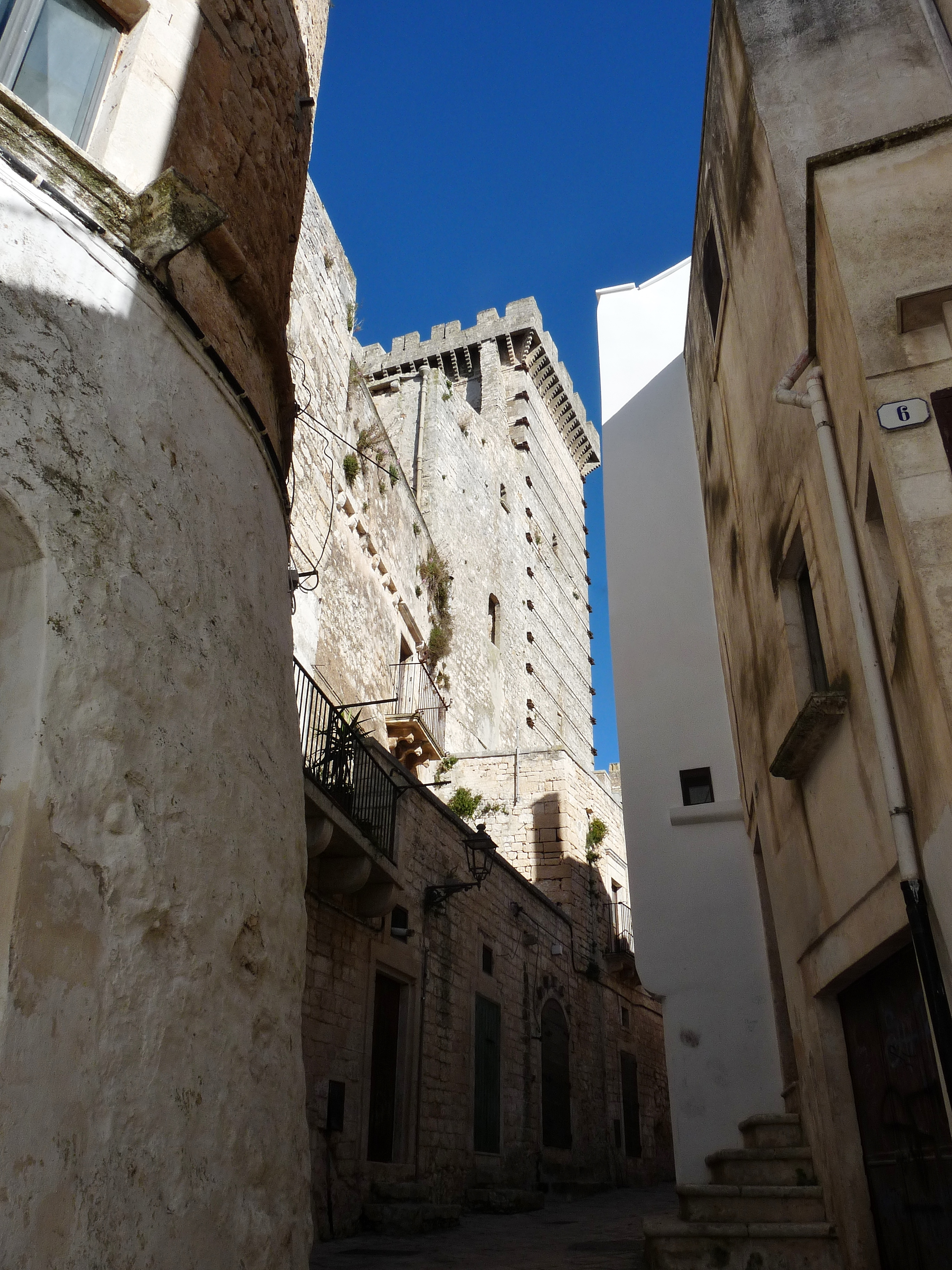
Quadratischer Turm des Castello di Ceglie Messapica mit einer Höhe von 34 Metern

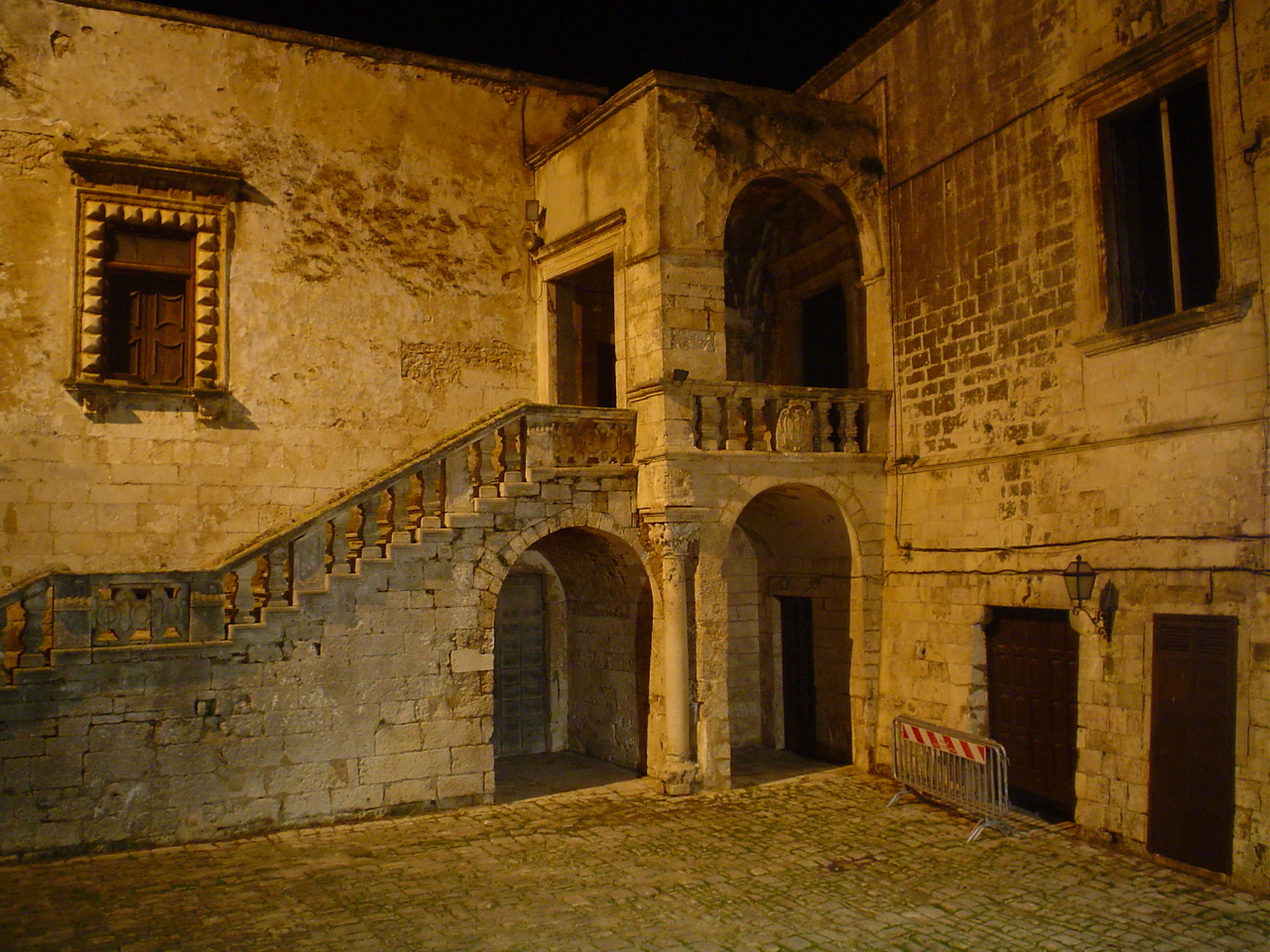
Innenhof der Burg, Treppe und Portal aus dem 16. Jahrhundert vor der Restaurierung

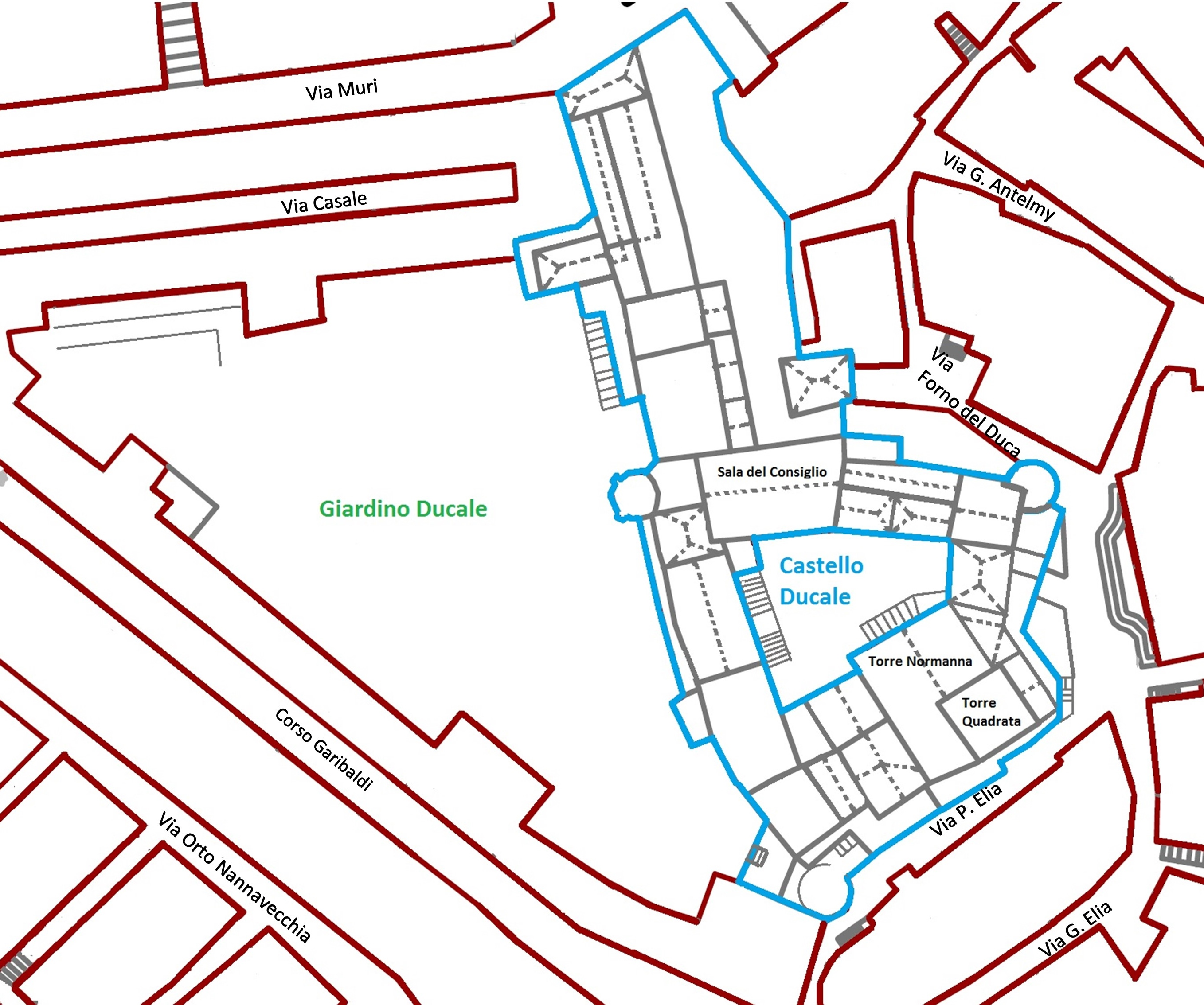
Grundriss der Burg und des herzoglichen Gartens von Ceglie Messapica. Das Gebiet der Burg ist blau eingefasst.

Die Burg erhebt sich auf einem der beiden Hügel, auf denen Ceglie Messapica liegt. In die Anlage gelangt man durch ein breites Rundbogenportal und einen Eingangsbereich mit Spitzbogengewölbe, der in einen unregelmäßig geformten Innenhof führt, der von den verschiedenen Flügeln der Burg umgeben ist. Links liegt der normannische Turm, der den ursprünglichen Teil der Burg darstellt und aus der Zeit um das Jahr 1100 stammt. Neben dem normannischen Turm erhebt sich ein Turm mit quadratischem Grundriss und einer Höhe von 34 Metern; er ist das traditionelle Symbol der Stadt, an dem auch sichtbare Spuren seines militärischen Charakters erhalten sind. Ebenfalls im Innenhof, in der Nähe des normannischen Turms, gibt es einen Brunnen mit Säulen darüber, aus dem der Sage nach die ganze Stadt in Zeiten der Trockenheit ihr Wasser bezog. Darüber hinaus glänzen im Innenhof die Wappen der Adelsfamilien, die sich in der Herrschaft über das Lehen abgewechselt haben, sowie Inschriften und andere, steinerne Elemente von besonderem künstlerischen Interesse. Vor dem Eingang befinden sich eine Treppe und ein Portal aus dem 16. Jahrhundert, die zu einem der Wohnteile der Burg führen (auf der rechten Seite), die aus dem Versammlungssaal, einem breiten Vestibül mit Gewölbe, das mit Malereien aus dem 16. Jahrhundert dekoriert ist, und einem langen Korridor, der zu Räumen mit monumentalen, offenen Kamin in Stein führt. Die äußere Umfassungsmauer dagegen enthält drei Rundtürme aus der Zeit des Hauses Anjou.